# Еруслан (станция)
Еруслан — железнодорожная станция Приволжской железной дороги на линии Урбах — Ершов.
Станция Еруслан относится к Саратовскому отделению дороги.
Линия не электрифицирована, пассажирское движение обслуживается тепловозами Приволжской дороги серии ТЭП70, ТЭП70БС приписки ТЧ Саратов, грузовое движение тепловозами 2ТЭ25КМ ТЧ Ершов, а ранее 2ТЭ10у, 2ТЭ10мк, 2ТЭ116, 2ТЭ116у, 3ТЭ10мк, 2ТЭ3 и 2ТЭ60.
На станции производится продажа билетов на пассажирские поезда.
Ближайшие станции: Урбах и Мокроус.